# Linda Wagenmakers
Linda Wagenmakers, née le 30 novembre 1975 à Arnhem (Pays-Bas), est une chanteuse et actrice néerlandaise.

## Biographie
Linda Wagenmakers a représenté son pays, les Pays-Bas, au Concours Eurovision de la chanson 2000 à Stockholm, en Suède. Elle termine le concours à la treizième place avec la chanson No Goodbyes.
En 2002, elle a tenu le rôle de Kim dans la version néerlandaise de la comédie musicale Miss Saigon.
Le 13 avril 2013, au Melkweg à Amsterdam, elle est une des deux présentatrices d'Eurovision in concert donné dans le cadre du Concours Eurovision de la chanson 2013.

## Albums
- Miss Saigon (1997)
- Love me just a little bit more
- Full Circle
- Spamalot

## Filmographie partielle

### À la télévision
- 1997 : Pittige tijden (série TV, 1 épisode) : Loempia Meisje Kim
- 1999-2000 : Westenwind (série TV, 19 épisodes) : Keela Bangor
- 2001 : Smaak (série TV)
- 2007 : Sportlets (série TV) : Verslaggeefster Chow Pay